# Anelise Søndergaard
Anelise Søndergaard (født 14. august 1924 i København, død 2. april 1985) var en dansk autodidakt maler og grafiker. Hun var datter af maleren Jens Søndergaard.
Anelise Søndergaards værker var inspireret af naturen i Thy ligesom faderens. Hun malede især heste og fiskerbåde.